# 北海道高等学校の廃校一覧
北海道高等学校の廃校一覧（ほっかいどうこうとうがっこうのはいこういちらん）は、北海道における廃校となった高等学校の一覧。
対象となるのは学制改革（1948年）以降に廃校となった高等学校と分校である。名称は廃校当時のもの。廃校時に属していた自治体が合併により消滅している場合は現行の自治体に含める。また現在休校中の学校は公式には存続していることとなっているが、休校中の学校は事実上廃校となっている場合が多いため、便宜上本項に記載する。

## 国立高等学校
- 該当校なし

## 公立高等学校

### 石狩振興局（旧石狩支庁）

#### 札幌市南区
- 北海道札幌石山高等学校（1980年北海道札幌平岸高等学校〈現：市立札幌平岸高等学校〉へ統合）[1]

#### 札幌市北区
- 北海道札幌篠路高等学校（2013年札幌拓北高と統合し北海道札幌英藍高等学校へ）[2]
- 北海道札幌拓北高等学校（2013年札幌篠路高と統合し札幌英藍高へ）[2]

#### 札幌市東区
- 北海道札幌開成高等学校（2015年市立札幌開成中等教育学校へ改編[3]、2017年閉校）

#### 札幌市中央区
- 北海道札幌星園高等学校（2008年市立札幌大通高等学校開校に伴い[4]、2010年閉校）

#### 札幌市手稲区
- 北海道札幌稲北高等学校（2011年札幌稲西高と統合し北海道札幌あすかぜ高等学校へ）[5]
- 北海道札幌稲西高等学校（2011年札幌稲北高と統合し札幌あすかぜ高へ）[5]

#### 石狩市
- 北海道浜益高等学校（2011年）[6]

### 渡島総合振興局（旧渡島支庁）

#### 函館市
- 北海道亀田高等学校（1968年北海道函館商業高等学校へ統合）[7]
- 北海道函館東高等学校（2007年函館北高と統合し市立函館高等学校へ）[8]
- 北海道函館北高等学校（2007年函館東高と統合し市立函館高へ）[8]
- 北海道函館恵山高等学校（2009年）[9]
- 北海道戸井高等学校（2015年）[10]
- 北海道函館稜北高等学校（2019年北海道函館西高等学校へ統合[11]、2021年閉校）

#### 上磯郡
- 北海道木古内高等学校（2012年）[12]

#### 二海郡
- 北海道熊石高等学校（2016年）[13]

### 檜山振興局（旧檜山支庁）

#### 久遠郡
- 北海道大成高等学校（2008年）[14]
- 北海道瀬棚商業高等学校（2013年）[15]

#### 瀬棚郡
- 北海道東瀬棚丹羽高等学校（北檜山高へ統合、1958年閉校）
- 北海道若松高等学校（北檜山高へ統合、1958年閉校）
- 北海道今金高等学校（1972年北檜山高と統合し北海道檜山北高等学校へ）[16]
- 北海道北檜山高等学校（1972年今金高と統合し檜山北高へ）[16]

#### 檜山郡
- 北海道立江差高等学校〈旧〉（1949年江差女子高と統合し北海道立江差高等学校〈1950年北海道江差高等学校へ改称〉へ）[17][注釈 1]
- 北海道立江差女子高等学校[注釈 2]（1949年江差高〈旧〉と統合し江差高〈新〉へ）
- 北海道俄虫高等学校鶉分校（1963年）
- 北海道厚沢部高等学校（1952年差高俄虫分校から北海道俄虫高等学校として独立[18]、1963年厚沢部高へ改称、1982年江差高へ統合[17]）
- 北海道乙部高等学校（北海道立江差高等学校乙部分校が独立、1982年閉校[19]）
- 北海道江差南高等学校（2004年江差高へ統合、2006年閉校）[20]

### 後志総合振興局（旧後志支庁）

#### 虻田郡
- 北海道立倶知安高等学校〈旧〉（1949年倶知安女子高と統合し北海道立倶知安高等学校〈1950年北海道倶知安高等学校へ改称〉へ）[21][注釈 3]
- 倶知安町立倶知安女子高等学校（1949年倶知安高〈旧〉と統合し倶知安高〈新〉へ）[21]
- 北海道喜茂別高等学校（2010年）[22]

#### 岩内郡
- 北海道立岩内高等学校（1949年岩内女子高と統合し北海道岩内高等学校へ）[23][注釈 4]
- 北海道立岩内女子高等学校（1949年北海道立岩内高と統合し北海道岩内高へ）[23]
- 北海道小沢高等学校（1957年前田高と統合し共和高へ）[24]
- 北海道前田高等学校（1957年小沢高と統合し共和高へ）[24]
- 北海道共和高等学校（2019年）[24]

#### 積丹郡
- 北海道美国高等学校（1974年）[25]

#### 寿都郡
- 北海道黒松内高等学校（1961年）

#### 古宇郡
- 北海道泊高等学校（1970年）

#### 古平郡
- 北海道古平高等学校（2010年余市郡余市町の余市高・余市郡仁木町の仁木商業高と統合し北海道余市紅志高等学校となり[26]、2012年閉校[27]）

#### 余市郡
- 北海道立余市女子高等学校（1949年北海道立余市高等学校〈後の北海道余市高等学校〉へ統合）
- 北海道余市高等学校（2010年仁木商業高・古平郡古平町の古平高と統合し余市紅志高となり[26]、2012年完全移行）
- 北海道仁木商業高等学校（2010年余市高・古平郡古平町の古平高と統合し余市紅志高となり[26]、2012年完全移行）

### 空知総合振興局（旧空知支庁）

#### 岩見沢市
- 北海道立岩見沢高等学校（1950年岩見沢女子高と統合し北海道岩見沢東高等学校へ）[28][注釈 5]
- 北海道立岩見沢女子高等学校（1950年岩見沢高と統合し岩見沢東高へ）[28]
- 北海道岩見沢鳩ケ丘高等学校（1950年岩見沢市立高等学校から改称、1951年岩見沢東高へ統合）[28]
- 北海道美流渡高等学校（北海道岩見沢東高等学校定時制課程の美流渡分校が独立するも、1962年閉校）[28]

#### 美唄市
- 北海道美唄茶志内高等学校（1956年）
- 北海道美唄沼東高等学校（1966年）[29]
- 北海道美唄南高等学校沼東分校（1969年）[29]
- 北海道美唄南高等学校（1999年美唄東高と統合し美唄高へ）[30]
- 北海道美唄東高等学校（1999年美唄南高と統合し美唄高へ、2001年閉校）[30]
- 北海道美唄高等学校（2011年美唄工業高と統合し北海道美唄尚栄高等学校へ）[31]
- 北海道美唄工業高等学校（2011年美唄高と統合し美唄尚栄高となり[31]、2013年閉校）

#### 三笠市
- 北海道三笠高美高等学校[32]（旧私立三笠大谷高等学校→旧市立三笠高美高等学校、1987年閉校）
- 〈北海道立〉北海道三笠高等学校[注釈 6]（2012年〈三笠市立〉北海道三笠高等学校開校に伴い閉校）[32]

#### 夕張市
- 北海道夕張真谷地高等学校（1967年）[33]
- 北海道夕張登川高等学校（1971年）[33]
- 北海道夕張東高等学校〈2代目〉（旧北海道夕張鹿島高等学校、1983年閉校[33]）
- 北海道夕張北高等学校（1950年夕張高〈初代〉から改称、1992年夕張市立高等学校→夕張東高〈初代〉→北海道夕張南高等学校改め北海道夕張高等学校〈2代目〉へ統合、1994年閉校[33]）[注釈 7]
- 北海道夕張緑ヶ丘実業高等学校（旧北海道夕張工業高等学校、2003年閉校[33]）

#### 滝川市
- 北海道滝川滝の川高等学校（1959年）
- 北海道滝川東栄高等学校（北海道立滝川東高等学校〈現在の滝川高〉幌倉分校が独立、1966年閉校）
- 北海道滝川北高等学校（旧北海道立江部乙高等学校、2000年閉校）

#### 砂川市
- 北海道砂川吉野高等学校（1951年砂川南へ統合）
- 北海道砂川北高等学校（2004年砂川南高と統合し北海道砂川高等学校となり[35]、2006年完全移行）
- 北海道砂川南高等学校（2004年砂川北高と統合し砂川高となり[35]、2006年完全移行）

#### 歌志内市
- 北海道歌志内新歌高等学校（1953年8月）
- 北海道歌志内高等学校（2007年）[36]

#### 芦別市
- 北海道芦別商業高等学校（旧北海道芦別啓南高等学校、1988年芦別工業高と統合し芦別総合技術高となり、1989年閉校）
- 北海道芦別工業高等学校（1988年芦別商業高と統合し芦別総合技術高となり、1989年閉校）
- 北海道芦別総合技術高等学校（2004年北海道芦別高等学校へ統合[37]、2006年閉校）[注釈 8]

#### 赤平市
- 北海道赤平東高等学校（1989年赤平高へ統合、1990年閉校）
- 北海道赤平高等学校（2015年）[10]

#### 深川市
- 北海道立深川高等学校〈初代〉（1950年深川女子高と統合し深川高〈2代目〉西校舎となり、1953年再分割により北海道深川西高等学校へ）[39][注釈 9]
- 北海道立深川女子高等学校（1950年深川高〈初代〉と統合し深川高〈2代目〉東校舎となり、1953年再分割により深川東高〈初代〉を経て、1980年深川東商業高へ改称）[40][注釈 10]
- 北海道深川農業高等学校（旧一已農業高等学校、2005年深川東商業高改め北海道深川東高等学校〈2代目〉へ統合[40]、2007年閉校）

#### 雨竜郡
- 北海道北竜高等学校（1978年）
- 北海道秩父別高等学校（2001年）
- 北海道妹背牛商業高等学校（2009年）[41]
- 北海道沼田高等学校（2010年）

#### 夕張郡
- 北海道由仁商業高等学校（2011年）[42]

#### 空知郡
- 北海道南幌高等学校（2023年）[43]
- 北海道上砂川高等学校（砂川北高校の上砂川分校が独立、1979年閉校）

#### 樺戸郡
- 北海道浦臼高等学校（1976年）

### 上川総合振興局（旧上川支庁）

#### 旭川市
- 旭川市立七条高等学校（1951年）
- 北海道旭川北都商業高等学校（2009年北海道旭川南高等学校へ統合[44]、2011年閉校[45]）
- 北海道旭川凌雲高等学校（2016年旭川東栄高と統合し北海道旭川永嶺高等学校へ）[46]
- 北海道旭川東栄高等学校（2016年旭川凌雲高と統合し旭川永嶺高へ）[46]

#### 富良野市
- 北海道富良野東高等学校（1967年）
- 北海道富良野農業高等学校（旧北海道山部農業高等学校、1999年閉校）
- 北海道富良野工業高等学校（1999年北海道富良野緑峰高等学校開校に伴い閉校）[47]

#### 士別市
- 北海道士別商業高等学校（2007年士別高と統合し北海道士別翔雲高等学校となり、同年閉校）[48]
- 北海道士別高等学校（2007年士別商業高と統合し士別翔雲高となり、2008年閉校）[48]

#### 名寄市
- 北海道名寄北高等学校（旧智恵文村立智恵文高等学校、1969年閉校）[49]
- 北海道名寄工業高等学校（2000年[49]）
- 北海道名寄恵陵高等学校（2000年名寄光凌高へ統合、2002年閉校[49]）
- 北海道名寄光凌高等学校（2009年名寄農業高と統合し北海道名寄産業高等学校光凌キャンパスへ）[50]
- 北海道名寄農業高等学校（2009年名寄光凌高と統合し名寄産業高名農キャンパスへ）[50]
- 北海道風連高等学校（2010年）

#### 上川郡
- 北海道和寒高等学校（2010年）
- 北海道愛別高等学校（2011年）[51]

#### 中川郡
- 北海道中川商業高等学校（2013年名寄市の名寄産業高へ統合）[50]

### 留萌振興局（旧留萌支庁）

#### 留萌市
- 北海道立留萌女子高等学校（1950年北海道立留萌高等学校〈同時に北海道留萌高等学校へ改称〉へ統合）[52][注釈 11]
- 留萌市立高等学校（1954年留萌高へ統合）[注釈 12]
- 留萌市立千鳥高等学院（1961年留萌高へ統合）[注釈 13]
- 北海道留萌工業高等学校（1998年留萌千望高開校に伴い閉校[53]）
- 北海道留萌千望高等学校（2018年留萌高へ統合）[52]

#### 苫前郡
- 北海道羽幌太陽高等学校（1952年11月1日北海道羽幌高等学校羽幌太陽分校が独立[54]、1971年廃校）
- 北海道初山別高等学校（1973年）
- 北海道焼尻高等学校（1979年北海道天売高等学校へ統合）[注釈 14]

#### 留萌郡
- 北海道鬼鹿高等学校寧楽分室（1963年11月本郷分室に統合）
- 北海道鬼鹿高等学校本郷分室（1968年）
- 北海道鬼鹿高等学校（1970年7月）

#### 増毛郡
- 北海道増毛高等学校（2011年）

### 宗谷総合振興局（旧宗谷支庁）

#### 稚内市
- 北海道立稚内高等学校（1950年稚内女子高と統合し北海道稚内高等学校へ）[55][注釈 15]
- 北海道立稚内女子高等学校（1950年北海道立稚内高と統合し北海道稚内高へ）[55]
- 北海道稚内商工高等学校（2011年稚内高へ統合[55]、2013年閉校）

#### 枝幸郡
- 北海道中頓別農業高等学校（2008年）

#### 天塩郡
- 北海道幌延高等学校（1956年閉校、旧留萌支庁）

### オホーツク総合振興局（旧網走支庁）

#### 網走市
- 北海道網走向陽高等学校（1949年北海道立網走女子高等学校から改称、2008年網走高と統合し北海道網走桂陽高等学校へ）[56]

#### 北見市
- 北海道北見仁頃高等学校（2011年）[57]

#### 紋別市
- 北海道立紋別女子高等学校（1950年北海道紋別高等学校〈後の紋別北高〉に統合）
- 北海道鴻之舞高等学校（1967年）
- 北海道上渚滑高等学校（1972年）
- 北海道紋別南高等学校（2007年紋別北高と統合し北海道紋別高等学校へ）[注釈 16]
- 北海道紋別北高等学校（2007年紋別南高と統合し紋別高へ、2009年閉校）[注釈 17]

#### 網走郡
- 美幌町立美幌高等学校（1950年北海道立美幌農業高等学校改め北海道美幌高等学校〈初代〉へ統合）[58][注釈 18]
- 北海道美幌高等学校〈初代〉（2011年美幌農業高と統合し北海道美幌高等学校〈2代目〉へ）[58]
- 北海道美幌農業高等学校（1978年美幌高〈初代〉から独立、2011年再統合し美幌高〈2代目〉へ）[58]
- 北海道女満別高等学校
- 北海道東藻琴高等学校
  - 2021年北海道女満別高等学校が道立から大空町立へ移行のうえ、北海道東藻琴高等学校（大空町立）と統合。北海道大空高等学校として開校[59]

#### 紋別郡
- 北海道立遠軽高等学校（1950年遠軽女子高と統合し北海道遠軽高等学校へ）[60][注釈 19]
- 北海道立遠軽女子高等学校（1950年北海道立遠軽高と統合し北海道遠軽高へ）[60]
- 北海道上湧別高等学校（1955年9月）
- 北海道下湧別高等学校（1956年8月北海道湧別高等学校へ統合）[注釈 20]
- 北海道丸瀬布高等学校（1973年）[61]
- 北海道遠軽郁凌高等学校（2009年）[62]
- 北海道滝上高等学校（2019年）[63]

#### 斜里郡
- 北海道小清水高等学校（2018年）[64]

### 胆振総合振興局（旧胆振支庁）

#### 室蘭市
- 北海道室蘭啓明高等学校（北海道室蘭栄高等学校の鶴ヶ崎分校が1952年に独立、1991年閉校）[65]
- 北海道室蘭東高等学校（2006年室蘭商業高と統合し北海道室蘭東翔高等学校へ）[66]
- 北海道室蘭商業高等学校（2006年室蘭東高と統合し室蘭東翔高となり[66]、2008年閉校）

#### 苫小牧市
- 北海道立苫小牧高等学校（1950年苫小牧女子高と統合し北海道苫小牧高等学校となり、1953年北海道苫小牧東高等学校へ改称）[67][注釈 21]
- 北海道立苫小牧女子高等学校（1950年北海道立苫小牧高と統合し北海道苫小牧高となるも、即時再独立し北海道苫小牧西高等学校へ）[68][注釈 22]

#### 登別市
- 北海道登別南高等学校（2005年登別高と統合し北海道登別青嶺高等学校へ）[69]
- 北海道登別高等学校（2005年登別南高と統合し登別青嶺高となり[69]、2007年閉校、跡地は北海道登別明日中等教育学校）

##### 伊達市
- 北海道伊達高等学校（2021年伊達緑丘高と統合し北海道伊達開来高等学校となり[70]、同年完全移行[71]）
- 北海道伊達緑丘高等学校（2021年伊達高と統合し伊達開来高となり、2023年完全移行）[70]

#### 虻田郡
- 北海道豊浦高等学校（2006年北海道虻田高等学校へ統合）[72]
- 北海道洞爺高等学校（2016年）[73]

#### 白老郡
- 北海道白老高等学校（北海道苫小牧高等学校〈現在の苫小牧西高・苫小牧東高）白老分校が独立、1990年閉校）[74]

### 日高振興局（旧日高支庁）

#### 沙流郡
- 北海道振内高等学校（1975年北海道平取高等学校へ統合）[75]
- 北海道富川高等学校門別分校（1955年）[注釈 23]
- 北海道厚賀高等学校（1977年）

#### 様似郡
- 北海道様似高等学校（2014年）[76]

#### 日高郡
- 北海道三石高等学校歌笛分教場（1965年）
- 北海道三石高等学校（1952年に北海道浦河高等学校より独立、1976年閉校）

### 十勝総合振興局（旧十勝支庁）

#### 帯広市
- 北海道帯広高等学校（1950年帯広商工高と統合し北海道帯広柏葉高等学校へ）[77][注釈 24]
- 北海道帯広商工高等学校（1950年帯広高と統合し帯広柏葉高へ）[77]
- 北海道帯広商工高等学校伏古分校（1950年）[77]
- 北海道帯広大正高等学校（1952年に北海道川西農業高等学校〈現：北海道帯広農業高等学校〉から独立。1971年閉校[78]）

#### 河西郡
- 北海道中札内高等学校（2008年）[79]

#### 十勝国上川郡
- 北海道御影高等学校（1952年に北海道川西農業高等学校〈現在の帯広農業高〉から独立。1961年閉校）
- 北海道新得高等学校屈足分校（1968年）
- 北海道新得高等学校（2019年）[80]

#### 十勝郡
- 北海道浦幌炭礦高等学校（1955年）
- 北海道浦幌高等学校（2010年）[81]

#### 十勝国中川郡
- 北海道立池田女子高等学校（1949年3月北海道立池田高等学校〈現：北海道池田高等学校〉へ統合）[注釈 25]
- 北海道幕別高等学校白人分校（1957年）
- 北海道幕別高等学校糠内分校（1957年）
- 北海道幕別高等学校（2021年江陵高等学校と統合し、北海道幕別清陵高等学校となる。）[82]

#### 足寄郡
- 陸別町立陸別高等学校（1974年）[83]

### 釧路総合振興局（旧釧路支庁）

#### 釧路市
- 釧路市立富士見高等学校（1951年北海道釧路湖陵高等学校へ統合）[84]
- 北海道釧路鶴ヶ岱高等学校（1955年）
- 北海道音別高等学校（1951年に北海道釧路湖陵高等学校音別分校として設立、1953年独立、1962年閉校）
- 北海道釧路北高等学校（2007年統合により北海道釧路明輝高等学校へ）[85]
- 北海道釧路西高等学校（同上[85]、2009年閉校）
- 北海道釧路星園高等学校（同上[85]、2009年閉校）

#### 厚岸郡
- 北海道厚岸女子高等学校[注釈 26]（1949年3月北海道立厚岸水産高等学校〈後の北海道厚岸水産高等学校〉へ統合）
- 北海道厚岸上真幌高等学校真龍分室（1960年）
- 北海道厚岸水産高等学校（2009年厚岸潮見高と統合し北海道厚岸翔洋高等学校へ）[86]
- 北海道厚岸潮見高等学校（旧北海道厚岸上真幌高等学校、2009年厚岸水産高と統合し厚岸翔洋高となり[86]、2011年閉校）

#### 川上郡
- 北海道標茶磯分内高等学校（1958年）

### 根室振興局（旧根室支庁）

#### 根室市
- 北海道立根室高等学校（1950年根室女子高と統合し北海道根室高等学校へ）[87][注釈 27]
- 北海道立根室女子高等学校（1950年北海道立根室高と統合し北海道根室高へ）[87]
- 北海道根室西高等学校（2017年根室高へ統合、2019年閉校[88]）

## 私立高等学校

### 石狩振興局（旧石狩支庁）

#### 札幌市中央区
- 札幌豊陵工業高等学校（1952年休校、1955年閉校[89]）
- 札幌聖心女子学院高等学校（2025年）[90]

#### 江別市
- とわの森三愛高等学校〈旧〉（1991年酪農学園大学附属高と統合しとわの森三愛高〈新〉となり、2019年酪農学園大学附属とわの森三愛高等学校へ改称）[91]
- 酪農学園大学附属高等学校（1991年とわの森三愛高〈旧〉と統合しとわの森三愛高〈新〉へ）[91]

### 空知総合振興局（旧空知支庁）

#### 岩見沢市
- 岩見沢商業高等学校（1974年閉校、岩見沢女子高と統合し岩見沢市立の北海道岩見沢緑陵高等学校が開校）[92]
- 岩見沢女子高等学校（1974年閉校、岩見沢商業高と統合し岩見沢市立の岩見沢緑陵高が開校）[92]
- 岩見沢南高等学校（1971年休校[92]、1974年10月閉校）
- 駒澤大学附属岩見沢高等学校（2014年閉校、2014年6月5日に2014年度第1回北海道私立学校審議会により廃止認可答申される）

#### 赤平市
- 住友赤平高等鉱業学校（1975年）

#### 滝川市
- 滝川商業高等学校（1973年閉校、滝川市へ移管され北海道滝川西高等学校が開校）[93]

#### 樺戸郡
- 新墾藤学園高等学校（1970年札幌市の藤女子高等学校へ統合）[94]

### 留萌振興局（旧留萌支庁）

#### 留萌郡
- 鬼鹿家政高等学校（1968年開校、閉校年不詳）

### オホーツク総合振興局（旧網走支庁）

#### 網走市
- 網走高校（1968年網走女子高等学校から改称、2008年網走向陽高と統合し網走桂陽高へ）[56]

### 胆振総合振興局（旧胆振支庁）

#### 登別市
- 登別大谷高等学校（室蘭大谷高等学校に統合、2013年6月5日に2013年度第1回北海道私立学校審議会により廃止認可答申される）

### 十勝総合振興局（旧十勝支庁）

#### 十勝国中川郡
- 江陵高等学校（2021年北海道幕別高等学校と統合し、北海道幕別清陵高等学校となる。）[95]

### 釧路総合振興局（旧釧路支庁）

#### 釧路市
- 釧路第一高等学校（1978年閉校、跡地に北海道釧路北高等学校が開校）

### 根室振興局（旧根室支庁）

#### 根室市
- 根室明照高等学校（1970年に公立に移管して北海道根室西高等学校になるも2019年閉校）[88]